# Аліса Вайт-Ґлаз
Аліса Вайт-Ґлаз (англ. Alissa White-Gluz; нар. 31 липня 1985, Монреаль, Квебек, Канада) — канадська вокалістка та автор-виконавець. Найбільше відома у якості фронтледі шведського мелодійного дез-метал-гурту Arch Enemy та колишньої вокалістки та засновниці канадського метал-гурту the Agonist.

## Дитинство
Аліса Вайт-Ґлаз народилася 31 липня 1985 року у Монреалі, Канада. Вона була другою з трьох дітей Джудіт Вайт та Джейкоба Ґлаза. Дід Аліси по материнській лінії, Джозеф Патрік Майкл «Джо» Вайт, народився у Белойле, Канада. Бабуся, Гелен Маргарет МакДонелл, народилася у Вердені, Канада. Обоє були нащадками ірландських емігрантів. Дід по батьківській лінії, Давід Ґлаз, був польським євреєм, а бабуся Рива Басс - литовською єврейкою. Обоє побували в концентраційних таборах під час Другої світової війни, але їм вдалося втекти. Їхній досвід в таборах надихнув на створення пісні Arch Enemy «First Day in Hell». Аліса є молодшою сестрою Жасміни Вайт-Ґлаз, лідера монреальської групи No Joy.

## Кар'єра

### The Agonist (2004–2014)

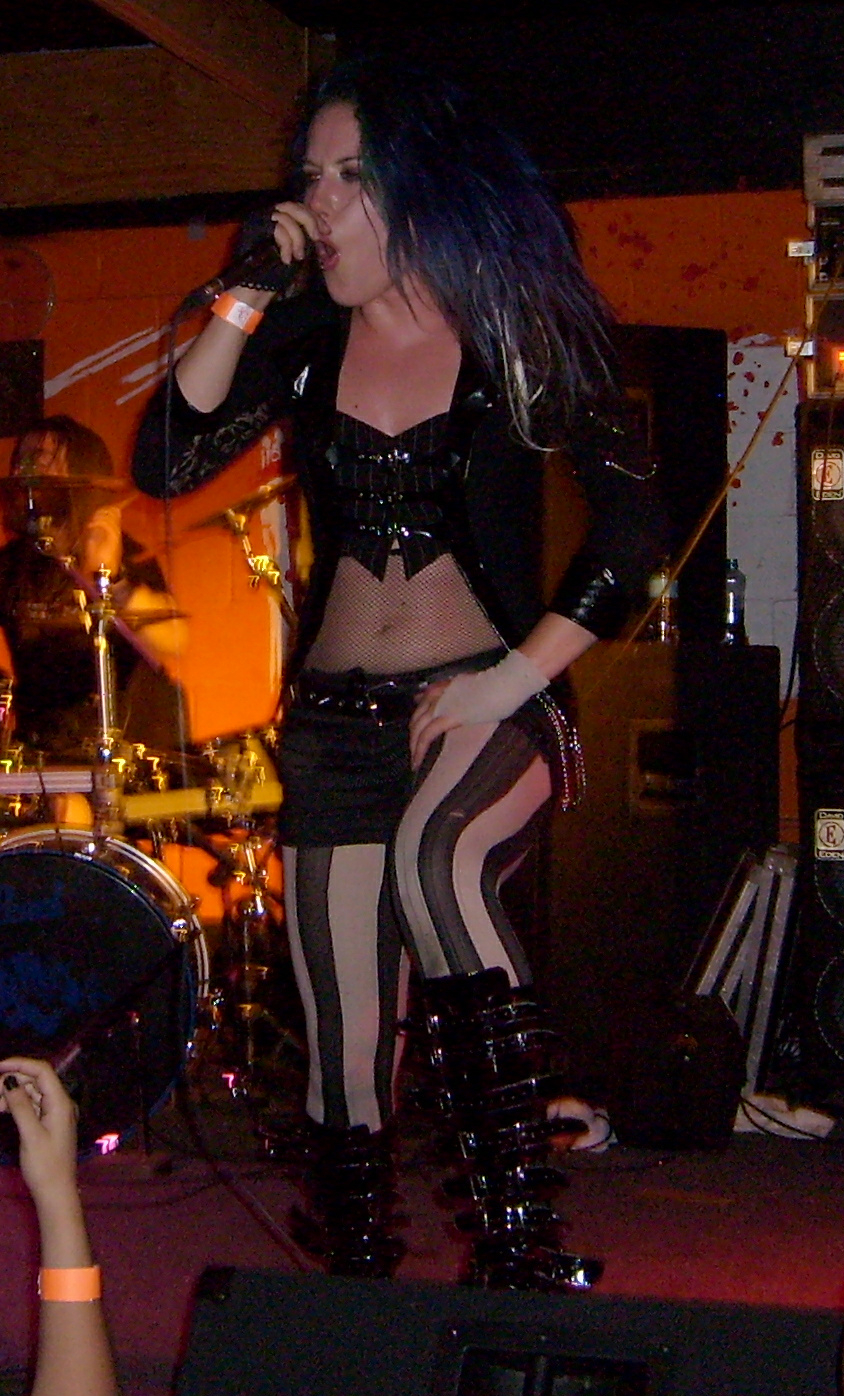
The Agonist в 2009

У 2004 році Вайт-Ґлаз створила гурт The Agonist (тоді відомий як «Tempest») разом із  Денні Маріно та Крісом Келлсом у Монреалі, Квебек, Канада. У той час було створено три альбоми з Алісою як головною вокалісткою. Вайт-Ґлаз вигнали з The Agonist навесні 2014 року після того, як їй запропонували роль вокалістки Arch Enemy і запропонували їй працювати в обох групах одночасно.

### Arch Enemy (2014–дотепер)
17 березня 2014 року Arch Enemy оголосили в прес-релізі, що Аліса замінить їхню колишню вокалістку Анґелу Ґосов. З Arch Enemy вона випустила три студійні альбоми (War Eternal, Will to Power і Deceivers) і два концертні альбоми (Tokyo Sacrifice і As The Stages Burn!)

### Сольна кар'єра
Вайт-Ґлаз підписала угоду з Napalm Records у 2016 році щодо випуску сольного альбому під назвою Alissa. У 2017 році в інтерв’ю Duke TV вона оголосила, що її альбом буде включати співпрацю з учасниками Kamelot, і зазначила, що звучання альбому «дуже відрізнятиметься» від звуку Arch Enemy.

## Особисте життя
Перебуває у стосунках з Дойлом Вольфґанґом фон Франкенштейном з 2014 року, гітаристом американського хоррор-панк гурту Misfits.
Аліса зростала у родині вегетаріанців і з 1998 року стала веганкою. Ідентифікує себе як атеїстку і вважає себе противницею релігії, хоча зазначила, що "це не означає, що вона ненавидить релігійних людей або виступає проти них".
Є прихильницею класичної музики і рок-музики. Їй подобається гранж-музика 1990-х, така як Nirvana, Stone Temple Pilots і Soundgarden. 
Отримала премію Ліббі від PETA за свою роботу в міжнародній кампанії проти полювання на канадських тюленів. У 2023 році Аліса зображала русалку в рекламній кампанії PETA проти рибальства.

## Дискографія

### Із the Agonist
- 2007 — Once Only Imagined
- 2009 — Lullabies for the Dormant Mind
- 2011 — The Escape (міні-альбом)
- 2012 — Prisoners

### Із Arch Enemy
- 2014 - War Eternal
- 2016-2017 - As The Stages Burn!
- 2017 - Will To Power
- 2022 - Deceivers

### Соло
- 2018 - Alissa[2]

### Запрошений вокал
- Never More Than Less — пісня «So Beautiful» — альбом Relentless (2008, Le Collectif Artcore)
- (the) Plasmarifle — пісня «From The Trail of Ashes…» — альбом While You Were Sleeping The World Changed In An Instant (жовтень, 2008 Siege of Amida Records)
- Blackguard — пісня «The Sword» — альбом Profugus Mortis (квітень, 2009 Sumerian Records)
- Kamelot — пісня «Sacrimony (Angel of Afterlife)» — альбом Silverthorn (жовтень, 2012 SPV/Steamhammer, King)
- Delain — пісня «The Tragedy Of The Commons» — альбом The Human Contradiction (квітень, 2014 Napalm Records)
- Kamelot — пісня «Liar Liar (Wasteland Monarchy)» and «Revolution» — альбом Haven (лютий, 2015 Napalm Records)
- Metal Allegiance — пісня «We Rock» — альбом Metal Allegiance (2015, Nuclear Blast)
- Karmaflow — as the Muse in «The Muse and the Conductor» (2015)
- Caliban — пісня «The Ocean's Heart» — альбом Gravity (березень, 2016, Century Media)
- And Then She Came — пісня «Five Billion Lies» — альбом And Then She Came (червень, 2016 DME Music Napalm Records)
- Tarja Turunen — пісня «Demons in You» — альбом The Shadow Self (серпень, 2016, earMUSIC)
- Delain — пісня «Hands of Gold» — альбом Moonbathers (серпень, 2016 Napalm Records)
- Metal Allegiance — пісня «Life in the Fast Lane» — альбом Fallen Heroes (2016, Nuclear Blast)
- Evesdroppers — пісня «God's Ocean» — альбом Empty Vessel, (2016, Casual Madness)
- American Murder Song — as Pretty Lavinia (2016)
- Aurelio Voltaire — пісня «Leaves In The Stream» — альбом Heart-Shaped Wound, (2017)
- Angra — пісня «Black Widow's Web» — альбом ØMNI (2018)
- Ді Снайдер — пісня «Dead Hearts (Love Thy Neighbor)» — альбом For the Love of Metal (2018)
- Carnifex — пісня «No light shall save us» — альбом world war x (2019, Nuclear Blast)